# Одея
Одея — річка в Україні й Молдові, у Піщанському й Кам'янському районах Вінницької області й Придністров'я. Ліва притока Кам'янки (басейн Дністра).

## Опис
Довжина річки 13 км, похил річки — 11 м/км. Площа басейну км². На деяких ділянках річка пересихає.

## Розташування
Бере початок у селі Студена. Тече переважно на південний захід. Перетинає українсько-молдовський кордон і в селі Северинівці (Севериновка (рос.)) впадає в річку Кам'янку, ліву притоку Дністра.